# ورشة العمل
الأتيليه هي ورشة عمل خاصة أو مرسم لفنان محترف في الفنون الجميلة أو الزخرفية أو مهندس معماري، حيث يمكن أن يعمل المعلم الرئيسي وعدد من المساعدين والطلاب والمتدربين معًا لإنتاج الفنون الجميلة أو الفنون المرئية التي تم إصدارها تحت اسم الماستر أو الإشراف.